# Halid Šabanović
Halid Šabanović, né le 22 août 1999 à Sarajevo en Bosnie-Herzégovine, est un footballeur bosnien qui évolue au poste d'arrière droit à Angers SCO.

## Biographie

### En club
Né à Sarajevo en Bosnie-Herzégovine, Halid Šabanović est formé à l'académie du FK Sarajevo. Il commence sa carrière avec le club bosnien, jouant son premier match en professionnel le 11 juillet 2018, lors de la première journée de qualification pour la coupe d'Europe de la saison 2018-2019 de Ligue Europa, face au FC Banants Yerevan. Il est remplaçant et entre pour 17 minutes de jeu. Son équipe remporte le match aller par deux buts à un. 
Le 18 mai 2019, Halid et les siens, sont sacrés champions de Bosnie-Herzégovine, pour la sixième fois de leur histoire. 
Le 15 janvier 2020, Šabanović, alors âgé de 20 ans, prolonge son contrat professionnel de 2 ans avec le club de Sarajevo. 
En février 2021, il est prêté pour la fin de saison au FK Mladost Doboj Kakanj, en deuxième division bosniaque.
Le 29 juin 2022, il quitte le FK Sarajevo et s'engage pour trois saisons à Angers SCO en Ligue 1. Pour son deuxième match de championnat, face au Stade Brestois, il obtient un carton rouge dès le 34ème minute de jeu pour une faute sur Pierre Lees-Melou, jugée grossière par l'arbitre du match. Il pénalise donc son équipe, qui s'incline par 3 buts à 1 sur sa pelouse à Raymond-Kopa. 
Il est prêté au Valenciennes Football Club pour la fin de saison 2023-2024 pendant le mercato hivernal.

### En sélection nationale
De 2017 à 2018, Halid Šabanović représente l'équipe de Bosnie-Herzégovine des moins de 19 ans, pour un total de sept matchs joués. 
Il joue son premier match avec l'équipe de Bosnie-Herzégovine espoirs le 28 mai 2018 contre l'Albanie. Il est titularisé et officie notamment comme capitaine, son équipe empoche la victoire (0-2). 